# 西北太平洋国家实验室
西北太平洋国家实验室（英語： Pacific Northwest National Laboratory，简称：PNNL），创建于1965年，位于美国华盛顿州东部哥伦比亚河和亚基马河交界的沙漠地带，在第二次世界大战“曼哈顿工程”里生产美国原子弹核材料的汉福德基地（Hanford Site）的基础上建成。PNNL最初的任务是接管曼哈顿计划遗留设施及核废弃物处理及其相关研究，20世纪80年代末开始从事整个基础科学研究。PNNL隶属于美国能源部，现拥有4000多名科学家。其优势研究领域包括能源、环境、计算机、核能、放射化学等，特别是基础分子科学和计算机科学。

## 历史
汉福德基地创立于时值二战期间的1943年，乃世界上第一座钚生产反应堆，为美国的核发展成绩斐然。然而核材料的生产也严重污染了环境，美国能源部自1977年开始接该管基地，1987年，最后一个核反应堆停止运行，故汉福德成为美国埋藏核废料最多的地方。
20世纪80年代末开始，联邦政府每年投入20亿美元用于汉福德基地的核废料处理，这也成为世界最大的环境治理项目。PNNL的工作重点也从核材料的研制转移到环境科学，包括核废料的迁移与储藏等。
1986年，PNNL时任主任、非洲裔科学家威廉·威利（William R. Wiley）和他的团队讨论，国家面临严重环境问题，实验室应如何迎接挑战？这些思考出现在美国科学院的报告《化学中的机会》中，报告提出了与能源环境相关的几大科学问题，同时建议调整国家实验室的使命以迎接新的挑战。这种转型的结果是能源部所属国家科学用户平台——环境分子科学实验室（EMSL）在PNNL的创立。威利相信，对现象背后分子过程的认识和控制，是解决环境问题的关键。EMSL将擅长计算机模拟分子过程的理论学家与物质科学、生命科学领域的实验科学家聚集在一起，给他们配备最好的装置、设备，营造出最好的研究条件。
在创建国家科学平台的同时，威利和他的团队已经开始为基础研究的开展做准备。他们邀请了杰出的资深科学家规划和领导实验室的研究项目。1989年，他们从耶鲁大学请来了史蒂夫·科森（Steve Colson），负责环境分子科学实验室的实验化学物理项目，每年给他250万美元研究经费供他自由支配，让他发展世界领先的表面化学物理研究项目。